# Gunther Philipp
Pour les articles homonymes, voir Philipp.
Gunther Placheta, connu sous le nom de scène Gunther Philipp, (né le 8 juin 1918 à Toplița, mort le 2 octobre 2003 à Bonn-Bad Godesberg) est un acteur et sportif autrichien.

## Biographie
Son père, militaire, est en poste en Transylvanie lors de la naissance de son fils ; la famille revient à Vienne après la fin de la Première Guerre mondiale. Il est un excellent nageur ; pendant quatorze ans, il a le record d'Autriche du 100 m brasse. Il est sélectionné pour les Jeux Olympiques de 1936 à Berlin, mais n'y participe pas à cause de son refus de faire partie d'un club favorable au régime nazi.
Durant la Seconde Guerre mondiale, Philipp étudie au Max Reinhardt Seminar et à l'université de Vienne la philosophie et la psychologie puis la médecine. En 1943, il fait sa thèse durant son service militaire dans un hôpital militaire. Après la guerre, il tient un cabinet à Eberstalzell et participe au service de neurologie et de psychatrie à la clinique universitaire de Vienne.
En 1946, il crée la troupe comique « Die kleinen Vier » avec Peter Wehle (de) et Fred Kraus (de). Fin 1949, il arrête d'être médecin pour sa carrière d'acteur, tout en portant un vif intérêt à des sujets médicaux dans les journaux spécialisés. Il écrit des scénarios pour la radio et le cinéma. Il obtient du succès dans le théâtre de boulevard et dans les films comiques avec Peter Alexander et Hans Moser.
Dans les années 1950, il fonde l'écurie automobile Ecurie Vienne (de) quo commence en grand tourisme. Dans les années 1960, il remporte plusieurs fois le titre de champion d'Autriche. Après la fin de sa carrière de pilote, il fonde avec Jochen Rindt, le magazine Motorama diffusé par ÖRF.
Dans les années 1950 et 1960, Gunther Philipp apparaît dans la plupart des films populaires germanophones.
Philipp est enterré au Melaten-Friedhof, à Cologne, à proximité des acteurs Willy Birgel, René Deltgen et Gisela Uhlen.

## Filmographie

### Cinéma
- 1949 : Märchen vom Glück (de) d'Arthur de Glahs
- 1949 : Kleiner Schwindel am Wolfgangsee de Franz Antel
- 1950 : Schuß durchs Fenster de Siegfried Breuer
- 1950 : Liebe auf Eis (de) de Kurt Meisel
- 1950 : Skandal in der Botschaft (de) d'Erik Ode
- 1951 : Ève hérite du paradis (Eva erbt das Paradies) de Franz Antel
- 1952 : Der Mann in der Wanne de Franz Antel
- 1952 : Ideale Frau gesucht (de) de Franz Antel
- 1952 : Der Obersteiger de Franz Antel
- 1953 : La Rose de Stamboul (Die Rose von Stambul) de Karl Anton
- 1953 : Der keusche Josef (en) de Carl Boese
- 1953 : Tante Jutta aus Kalkutta (de) de  Karl Georg Külb (de)
- 1953 : Une valse pour l'empereur (Kaiserwalzer) de Franz Antel
- 1953 : Geh mach dein Fensterl auf d'Anton Kutter
- 1953 : Der Vetter aus Dingsda (de) de Karl Anton
- 1954 : Les Fruits les plus doux (de) de Karl Anton
- 1954 : Rosen aus dem Süden (de) de Carl Boese
- 1954 : Manœuvres impériales (Kaisermanöver) de Franz Antel
- 1954 : Große Starparade (de)
- 1954 : Schützenlisel
- 1955: Ehesanatorium
- 1955: Mam'zelle Cri-Cri
- 1955: Le Joyeux Vagabond
- 1955: Zwei Herzen und ein Thron (de)
- 1955: Ja, ja, die Liebe in Tirol (de)
- 1955: Le Congrès s'amuse
- 1955: Le Chemin du paradis
- 1956: IA in Oberbayern (de) de Hans Albin
- 1956: Symphonie in Gold
- 1956: …und wer küßt mich?
- 1956: Lügen haben hübsche Beine
- 1956: Lumpazivagabundus (La Fortune sourit aux vagabonds)
- 1956: Wenn Poldi ins Manöver zieht
- 1956: Facteur en jupons
- 1956: Kaiserjäger
- 1956: L'Étudiant pauvre (de)
- 1956: Der schräge Otto
- 1957: Das Mädchen ohne Pyjama
- 1957: Das haut hin (de)
- 1957: Kindermädchen für Papa gesucht (de)
- 1957: Hoch droben auf dem Berg (de)
- 1957: Scherben bringen Glück (de)
- 1957: Der kühne Schwimmer
- 1957: Le Charme de Dolores (de)
- 1957: Der Graf von Luxemburg
- 1958: Mikosch, der Stolz der Kompanie (de)
- 1958: Münchhausen in Afrika
- 1958: Mein Mädchen ist ein Postillion (de)
- 1958: Zauber der Montur (de)
- 1958: La Comtesse Maritza
- 1959: Mikosch im Geheimdienst (de)
- 1959: Zwölf Mädchen und ein Mann (de)
- 1960: Une nuit à Monte Carlo
- 1960: Ich zähle täglich meine Sorgen (de)
- 1960: Das Dorf ohne Moral
- 1960: L'Auberge du Cheval-Blanc
- 1960: O sole mio (de)
- 1961: Rêve de jeune fille
- 1961: Les Aventures du comte Bobby
- 1961: Ach Egon! (de)
- 1961: Mariandl
- 1961: Blond muß man sein auf Capri (de)
- 1961: Ein Stern fällt vom Himmel (de)
- 1961: Saison in Salzburg
- 1961: Unsere tollen Tanten
- 1962: Nachts ging das Telefon
- 1962: La Chauve-Souris
- 1962: Die türkischen Gurken
- 1962: La Douceur de vivre du comte Bobby
- 1962: Verrückt und zugenäht
- 1962: Das ist die Liebe der Matrosen
- 1962: Vor Jungfrauen wird gewarnt
- 1962: Hochzeitsnacht im Paradies
- 1962: Presque des anges
- 1962: Mariandls Heimkehr
- 1962: Unter Wasser küsst man nicht
- 1962: La Veuve joyeuse
- 1963: Unsere tollen Nichten
- 1963: Die ganze Welt ist himmelblau
- 1963: Schwejks Flegeljahre (de)
- 1963: Unsere tollen Tanten in der Südsee
- 1963: Der Musterknabe (de)
- 1963: Mit besten Empfehlungen
- 1963: Ist Geraldine ein Engel?
- 1963: Im singenden Rößl am Königssee
- 1963: … denn die Musik und die Liebe in Tirol
- 1964: Liebesgrüße aus Tirol
- 1964: Hilfe, meine Braut klaut (de)
- 1964: Jetzt dreht die Welt sich nur um dich (de)
- 1964: Marika, un super show
- 1964: Happy-End am Wörthersee (de)
- 1965: Comte Bobby, la terreur du Far West (de)
- 1965: … und sowas muß um 8 ins Bett (de)
- 1965: Ein Ferienbett mit 100 PS
- 1965: Tausend Takte Übermut (de)
- 1965: Tante Frieda – Neue Lausbubengeschichten (de)
- 1966: Das sündige Dorf
- 1966: 00Sex am Wolfgangsee
- 1967: Le Grand Bonheur
- 1967: Mieux vaut faire l'amour
- 1967: Wiener Schnitzel
- 1967: Couchés dans le foin
- 1968: Paradies der flotten Sünder
- 1968: Otto ist auf Frauen scharf
- 1969: L’odio è il mio Dio
- 1969: Das Go-Go-Girl vom Blow-Up (de)
- 1969: Charley’s Onkel (de)
- 1970: Frau Wirtin treibt es jetzt noch toller
- 1970: Wenn die tollen Tanten kommen (de)
- 1970: Musik, Musik – da wackelt die Penne (de)
- 1971: Das haut den stärksten Zwilling um
- 1971: Mein Vater, der Affe und ich
- 1971: Tante Trude aus Buxtehude
- 1971: Il y a toujours un fou
- 1971: Wenn mein Schätzchen auf die Pauke haut (de)
- 1971: Die tollen Tanten schlagen zu (de)
- 1971: Rudi, benimm dich! (de)
- 1971: Die Kompanie der Knallköppe (de)
- 1972: Außer Rand und Band am Wolfgangsee
- 1974: Zwei im siebenten Himmel
- 1975: Wann wird es endlich wieder Sommer
- 1975: Der Geheimnisträger (de)
- 1981: Piratensender Powerplay
- 1982: Banana Joe
- 1982: Ein dicker Hund
- 1983: Plem, Plem – Die Schule brennt
- 1983: Lass das – ich hass’ das
- 2001: Ene mene muh – und tot bist du
- 2002: Das Fenster-Theater

### Télévision

#### Téléfilms
- 1961: Eduard III
- 1967: Studio Europa
- 1969: Lauf doch nicht splitternackt herum
- 1969: Guten Rutsch!
- 1970: Spiel nicht mit kleinen Mädchen
- 1974: Hochzeitsnacht im Paradies
- 1980: Hollywood, ich komme

#### Séries télévisées
- 1970: FBI – Francesco Bertolazzi investigatore: Notte americana
- 1984: Heiße Wickel – kalte Küsse (TV-Serie)
- 1990: Ein Schloß am Wörthersee: Der Schönheitschirurg
- 1993–2002: Une famille en Bavière (de)
- 1994: Stella Stellaris
- 1996–1997: Kaisermühlen Blues (de)
- 2000: Hinter Gittern – Der Frauenknast (de): Blind Date

## Source de la traduction
- (de) Cet article est partiellement ou en totalité issu de l’article de Wikipédia en allemand intitulé « Gunther Philipp » (voir la liste des auteurs).